# 副大臣

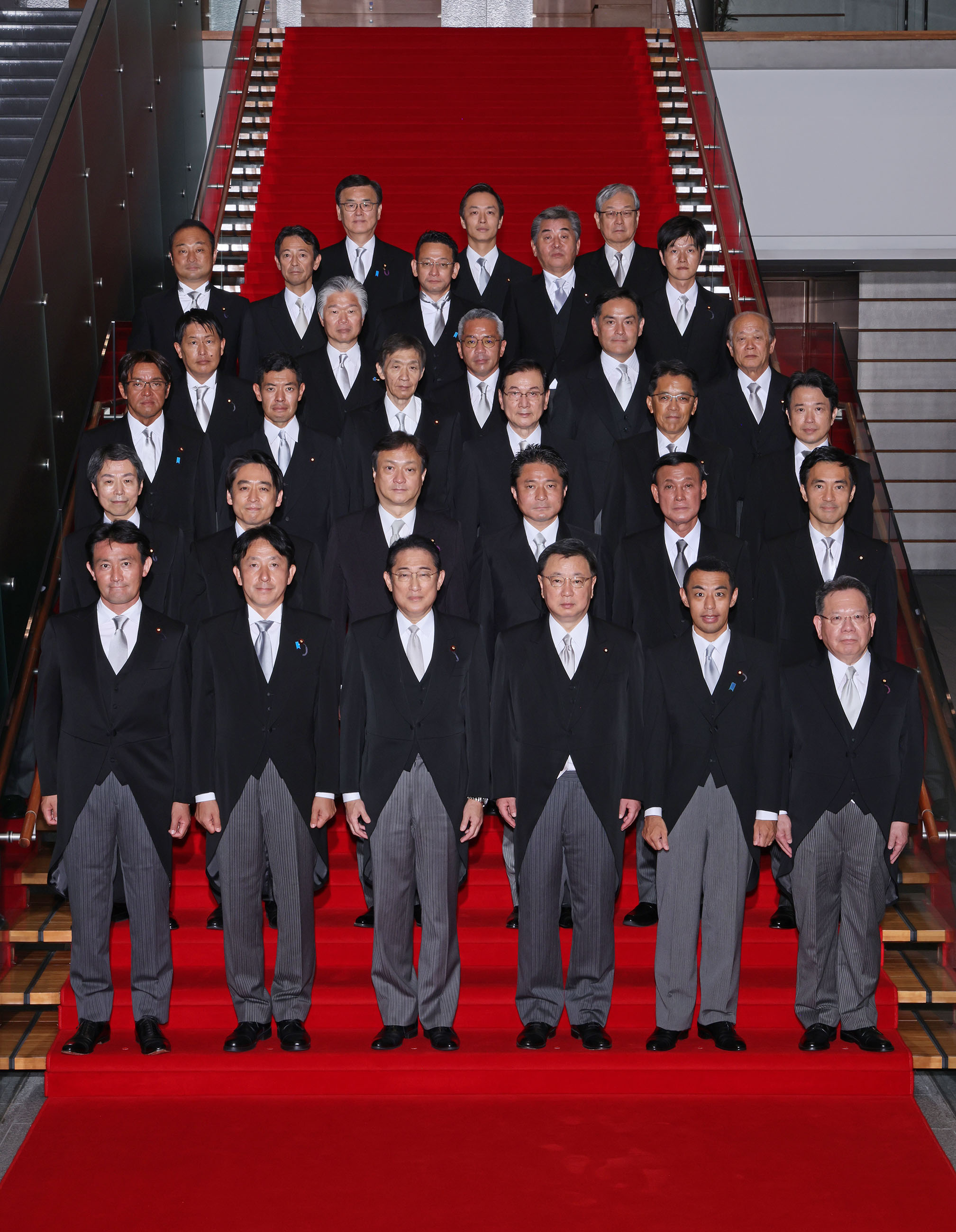
第2次岸田第2次改造内閣発足時の副大臣の記念撮影（2023年9月15日）

副大臣（ふくだいじん、英: State Minister）は、日本の内閣府、デジタル庁、復興庁及び各省に置かれる官職である。
2001年（平成13年）の中央省庁再編に伴い、従来の政務次官を廃止して新設された政治任用職である。国務大臣、副大臣及び大臣政務官規範の定めた資産公開制度の対象の職である。

## 概説

### 根拠法令
内閣府設置法第13条、国家行政組織法第16条、デジタル庁設置法第9条、および復興庁設置法第9条基づく職である。国会議員を充てることが慣例となっている。従来の政務次官に比べて強力な権限を有し、副大臣は大臣の職務を代行でき、政策決定にかかわり、国会答弁も担当する。官僚主導から政治家主導の行政運営体制への転換を目指し、首相を中心に内閣主導で政策を決定するしくみの導入をねらったものである。

### 目的
内閣官房長官又は内閣府特命担当大臣、デジタル大臣、復興大臣、および各省の長である大臣の命を受け、政策及び企画をつかさどり、政務を処理する。また、各府省庁の長である大臣が不在の場合、大臣の事前の命令に基づいてその職務を代行することができる（内閣総理大臣の不在代理は内閣総理大臣臨時代理たる国務大臣が行うため、内閣府副大臣、デジタル副大臣、復興副大臣を除く）。ただし国務大臣としての職権は代行できないため閣議への代理出席などはできない。

### 待遇
職位としてはほぼ副大臣に相当する内閣官房副長官は、内閣官房だけでなく内閣府の事務の特定事項も一部担当し、副大臣会議の構成員であるとともに、俸給等の待遇の面でも同等であるが、設置根拠・内閣総辞職時の連帯失職の有無等が異なるため、法的・学問的には副大臣に含まれない。
俸給等の待遇の面で副大臣に相当する職には、そのほか、内閣法制局長官、国家公務員倫理審査会の常勤の会長、公正取引委員会委員長、宮内庁長官、大使の一部がある。国会においては、各議院の事務総長・法制局長、国立国会図書館長が、裁判所においては、東京高等裁判所長官がこれらに相当する。
国会議員は政治倫理の確立のための国会議員の資産等の公開等に関する法律による資産開示が行われるが、加えて副大臣は国務大臣などと同様、国務大臣、副大臣及び大臣政務官規範の定めた資産公開制度より、配偶者及びその扶養する子を含めた資産が公開される。

### 定数
定数は各府省庁ごとに異なる（1人から3人）。任免は、その府省庁の長である大臣の申出により内閣が行い、天皇がこれを認証する（認証官）。内閣総辞職がなされると付随して地位を失う。国家公務員法上の特別職である。

### 活動
各府省庁の政策等に関し相互の調整に資するため、「副大臣会議」が設置されている。副大臣会議は、内閣官房長官の下で、内閣官房副長官（政務）及び全副大臣により組織され、内閣官房長官が主宰し、内閣官房副長官（政務）が議長を務める。
副大臣は大臣政務官や事務次官よりも格上に位置づけられている。一方、副大臣及び副大臣会議は閣議決定案件に何らの権限も有しておらず、閣議決定案件の事前調整はもっぱら事務次官等会議によって事実上担われてきた（事務次官等会議は2009年、鳩山由紀夫内閣によって廃止されるが、2011年の東日本大震災を契機に事務次官等の事務方を中心とする「各府省連絡会議」が定例化）。2012年2月10日、野田内閣は内閣府副大臣の一部を各省の副大臣の一部と兼任させたが、この兼任システムは政権交代後の自民党政権下でも引き継がれている。

### 英語名称
英語名称は、Senior Vice-Minister、Parliamentary Senior Vice-Minister、State Minister、State Secretary などと各府省庁がまちまちに訳語を与えていたが、現在はState Ministerに統一されている。

## 歴史
従来の政治任用ポストであった政務次官は、権限も小さく役割も不明確であったため、「省庁の盲腸」と揶揄され軽んじられてきた。1999年の国会審議活性化法により、国会における政府委員制度及び政務次官が廃止され、副大臣と大臣政務官が新たに設置された。副大臣には、適材適所の実力者を登用して国会答弁に当たらせることが期待された。また法律上の根拠がなかった政務次官会議に代えて、同法第9条に基づく副大臣会議を創設、権威付けと実質的な省庁間の政策調整が行われることも期された。
副大臣・大臣政務官制度への移行が議論されていた第2次橋本内閣・小渕内閣においては、重要官庁の政務次官に閣僚経験者を充てる試み（高村正彦・外務政務次官、谷垣禎一・大蔵政務次官、町村信孝・外務政務次官など）がなされるなど、新制度の効果的な活用が期待されていた。

### 法案審議経過
小渕第2次改造内閣は1999年（平成11年）、官僚主導から政治家主導への政治の転換を目的とした中央省庁再編に伴い、併せて国会議員の議員数を10年間で25％削減することで連立政権とも合意し、また、自由民主党は第145回国会衆議院に「政府委員制度の廃止及び副大臣等の設置等に関する法律案」及び「国会審議の活性化及び政治主導の政策決定システムの確立に関する法律案」の2件を提出した。民主党はこれに対し、民営化や規制の緩和・撤廃、民間委託、地方への権限移譲など、大胆な改革が必要であり無謀な定員削減であることや、行政の持つ専門知識が国会から排除されかねないとして撤回の動議を発議し、これにより自由民主党はその後の7月13日、前者の法案を撤回し取り下げた。
一方、「国会審議の活性化及び政治主導の政策決定システムの確立に関する法律案」は参議院において社会民主党の反論は行われたが、7月に成立して結果的に政府委員制度廃止が決定した。
これにより2001年（平成13年）1月、政務次官制度が廃止され、副大臣・大臣政務官の制度に改組された。

### 制度発足以後
しかしながら、新制度が導入された後の閣僚人事においては、若手の抜擢や民間人の起用などが注目された小泉内閣下においても、副大臣・大臣政務官人事については、派閥順送り・年功序列型の慣行がほぼ踏襲されるなど、大きな変化が見られないとする評価もなされた。
続く安倍内閣においては派閥の推薦をそのまま受け入れるのではなく、推薦リストをもとに総理や党幹部が決定するというスタイルがとられた。
一方、福田改造内閣では高市早苗（経済産業）と鴨下一郎（厚生労働）が、第2次安倍内閣では小渕優子（財務）、鈴木俊一（外務）、上川陽子（総務）の３名が、閣僚経験者ながら副大臣に起用されるなど新しい方向での模索もなされている。
国務大臣の決裁が必要な書類は副大臣による事前の決裁が必要とされ、鳩山由紀夫内閣以降の民主党政権下では政務三役会議の設置などにより副大臣の地位は格段に強まり、高級官僚たちは相手が副大臣であっても跪いて「大臣」と呼ぶほどであった。
2023年のG20に外務大臣の代わりに外務副大臣が出席したことは、多くの国際的メディアから非難された。

## 副大臣一覧
定数は計26人である。内閣府副大臣、デジタル副大臣、復興副大臣については他の副大臣を兼任させることができるため、事実上の人数はこれを下回ることがある。
- 内閣府副大臣（3人）
- デジタル副大臣（1人）
- 復興副大臣（2人）
- 総務副大臣（2人）
- 法務副大臣（1人）
- 外務副大臣（2人）
- 財務副大臣（2人）
- 文部科学副大臣（2人）
- 厚生労働副大臣（2人）
- 農林水産副大臣（2人）
- 経済産業副大臣（2人）
- 国土交通副大臣（2人）
- 環境副大臣（2人）
- 防衛副大臣（1人）

### 現内閣での副大臣
「第2次石破内閣#副大臣」を参照。